# Bren (mitragliatrice)
La mitragliatrice Bren fu una mitragliatrice leggera adottata dall'esercito britannico nel XX secolo, dagli anni '30 e utilizzata in vari ruoli fino al 1991.
Il nome deriva dalla sincresi delle prime due lettere di Brno (città in cui fu progettato lo ZB vz. 26) e Enfield (città in cui si trovava la Royal Small Arms Factory). Conosciuta principalmente per il suo ruolo durante la seconda guerra mondiale negli eserciti del Commonwealth, fu impiegata anche durante la guerra di Corea, nella guerra delle Falkland nel 1982 e nella guerra del Golfo del 1991.
Era una versione modificata di una mitragliatrice cecoslovacca, la ZB vz. 26. A differenza di quest'ultima montava un caricatore curvo (invece di uno lineare), un soppressore di fiamma conico e una canna a sgancio rapido per la sostituzione.

## Storia
Negli anni precedenti alla seconda guerra mondiale, all'esercito britannico furono proposte varie armi. Tra i concorrenti figuravano la mitragliatrice danese Madsen, il B.A.R. americano, la mitragliatrice svizzera Neuhausen KE7 e il Vickers-Berthier (adottato dalla RAF, come Vickers K, e dall'esercito indiano e utilizzato in maniera intensiva durante il secondo conflitto mondiale oltre che, soprattutto dall'esercito pakistano, anche in seguito, fu inoltre adottata dall'esercito Lettone e diffusa in sud America). A seguito delle prove l'esercito britannico adottò il cecoslovacco ZB vz. 26. La licenza per la produzione dell'arma fu venduta alla Gran Bretagna e furono apportate modifiche al modello originale in base alle esigenze delle truppe inglesi. I cambiamenti più significativi furono l'adozione del caricatore ricurvo che permettesse l'alimentazione della cartuccia flangiata (rimmed) .303 British (mentre la versione originale impiegava la classica cartuccia di tipo Mauser non flangiata), e una canna che permettesse lo smontaggio rapido anche in combattimento.
Negli anni cinquanta molti Bren furono modificati per poter utilizzare la cartuccia  7,62 × 51 mm NATO e il caricatore dell'F1 (versione britannica dell'FN FAL). L'arma fu gradualmente sostituita prima dalla mitragliatrice L7A1 alimentata a nastro e poi dal L86 LSW camerato in 5,56 × 45 mm NATO, fino a rimanere confinata all'uso su veicoli.
Ad oggi è ancora prodotta e venduta in India sotto la denominazione Gun, machine 7,62 mm 1B.

## Aspetti tecnici
Funzionava a sottrazione di gas ed utilizzava le stesse munizioni del fucile d'ordinanza inglese Lee-Enfield con un rateo di fuoco che variava dai 480 ai 540 colpi al minuto, a seconda dei modelli. I gas venivano spinti attraverso una porta aperta nella parte alta della canna (vicino alla volata) attraverso un regolatore a quattro posizioni che permetteva di modificare la quantità di gas per il riarmo in base alla condizioni ambientali (temperatura, umidità…). Tutte le armi erano consegnate con una canna di ricambio inclusa, facilmente sostituibile in caso di surriscaldamento (i modelli più tardi furono dotati di canne cromate che riducevano la necessità di cambio). Per la sostituzione si ruotava un perno posto di fronte al caricatore che svincolava la canna dal resto dell'arma. La maniglia per il trasporto aveva anche la funzione di sfilare la canna senza ustionarsi.
L'arma era alimentata da caricatori, il che rallentava la cadenza di tiro e costringeva ad una ricarica più frequente rispetto alle mitragliatrici a nastro come la sorella maggiore Vickers. Tuttavia, il più basso rateo di fuoco preveniva il surriscaldamento della canna, e inoltre l'arma era più leggera delle mitragliatrici raffreddate ad acqua che presentavano un cilindro pieno di liquido di raffreddamento attorno alla canna. Il caricatore, inoltre, proteggeva le munizioni dallo sporco, problema che invece affliggeva la Vickers e i suoi nastri da 250 colpi.

## Servizio

### Seconda guerra mondiale
Negli eserciti del Commonwealth, il Bren era distribuito in ragione di un'arma per ogni gruppo di fucilieri. I gruppi paracadutati dal 1944 avevano in dotazione un Bren addizionale. L'obiettivo dell'esercito era quello di fornire un Bren per ogni quattro soldati.
L'arma aveva due operatori, chiamati generalmente number 1 e number 2: il primo trasportava e utilizzava il Bren, il secondo aiutava nella ricarica, sostituiva la canna e individuava i bersagli per il tiratore.
Generalmente, il Bren era usato da stesi con l'ausilio del bipiede integrato. Raramente, poteva essere usato in movimento, mediante una cinghia che rendeva l'arma simile ad un fucile automatico.
L'equipaggiamento standard per i mitraglieri includeva due caricatori supplementari.
La portata effettiva del Bren si aggirava sui 500-600 metri quando utilizzato in posizione prona. Le prime versioni dell'arma erano considerate troppo precise, in quanto la dispersione dei colpi era effettivamente molto bassa. I soldati preferivano un'arma che disperdesse i colpi su un'area più ampia, così da massimizzare l'effetto del fuoco di soppressione.
Per un'arma interbellica, il Bren aveva un peso non troppo elevato. In caso di lunghe marce, l'arma era smontata e i componenti trasportati da due soldati. Il caricatore verticale aveva la tendenza a muoversi durante il fuoco, rendendo l'arma ben visibile in combattimento. Per questo motivo i soldati riverniciavano i caricatori o li coprivano con tessuto.
Il caricatore da 30 colpi era generalmente caricato con soli 27/28 per evitare inceppamenti e per non esercitare troppa pressione sulla molla del caricatore. Inoltre, nel riempire i caricatori, si doveva prestare molta attenzione affinché i colpi fossero perfettamente allineati uno sopra l'altro, in modo che gli orli dei bossoli non si sovrapponessero nel modo sbagliato, provocando inceppamenti.
In generale, il Bren fu sempre considerata una mitragliatrice affidabile ed efficace, sebbene in Nord Africa fosse soggetto a continui inceppamenti dovuti alla sabbia. La buona qualità dei materiali utilizzati garantiva un numero minimo di inceppamenti. In caso di blocco, l'operatore poteva modificare l'orientamento del regolatore per aumentare la quantità di gas che azionava il meccanismo. Il tutto poteva essere effettuato solo dopo aver sbloccato e spinto in avanti la canna.
L'arma fu molto usata anche su jeep o carri armati. Il Bren si rivelò infatti molto efficace anche nel tiro contraereo, grazie ad un bipiede molto alto che permetteva alti angoli di tiro. Per questo ruolo fu addirittura ideato un caricatore da 100 colpi.

### Dopoguerra
Quando l'esercito britannico adottò il calibro 7,62 mm, il Bren fu riprogettato sostituendo otturatore, caricatore e canna, e fu designato come L4 LMG, rimanendo in servizio fino al 1991. Il passaggio da proiettili flangiati (rimmed) a quelli non flangiati (rimless) migliorò notevolmente il sistema di alimentazione dell'arma, e permetteva l'uso dei caricatori del fucile L1A1 (derivato del FN FAL). Quando si passò al calibro 5,56, l'arma fu eliminata dai cataloghi delle armi approvate e uscì dal servizio attivo. Il modello Mk. III rimase in servizio nei riservisti della Irish Defense Force fino al 2006, quando fu rimpiazzato dall'FN MAG in 7,62 mm. Fu in uso anche presso i Reparti Mobili del Corpo delle Guardie di PS e Scuole di Polizia nel dopoguerra fino all'entrata in vigore della Legge di Riforma della Polizia nonché presso l'Esercito Italiano.

## Varianti
- Mk. I. Prodotto dal settembre 1937, basato fondamentalmente sullo ZB vz. 26 cecoslovacco. Le caratteristiche principali di questo modello erano un bipiede telescopico a due posizioni e una leva di armamento pieghevole.
- Mk. II. Introdotto nel 1941, era una versione semplificata del precedente modello. Il bipiede fu semplificato, con rimozione della parte telescopica, e il rateo di fuoco era superiore a quello del Mk. I; le parti in legno erano meno curate ed ergonomiche per velocizzare la produzione.
- Mk. III. La versione da paracadutisti, modellata sul Mk.I, da cui differiva solo per la canna più corta.
- Mk. IV. Altra versione da paracadutisti, modellata però sul Mk.II tramite accorciamento della canna.
- L4. Variante convertita per il 7,62 mm NATO dal 1958. L'arma era riconoscibile perché usava i caricatori lineari da 30 colpi del fucile L1A1. Il soppressore di fiamma era quello standard dell'L7 al posto di quello conico del modello originale.
- Taden Gun. Versione sperimentale in calibro 280 alimentata a nastro, che nelle intenzioni dei progettisti avrebbe dovuto sostituire sia il Bren che la Vickers. Il modello non entrò mai in produzione a causa dell'adozione come standard del 7,62 × 51 mm NATO.
- Bren SA. La versione Bren importata negli Stati Uniti. L'arma presenta tutte le parti originali, ma è modificata all'interno per impedire il fuoco automatico, caratteristica che rende quindi legale la sua vendita negli Stati Uniti.
- Bren Cal. 7.62: Versione trasformata in 7.62x63 dalla Breda negli anni '50 per l'Esercito Italiano[8] e la Polizia di Stato.